# Rock Embingou
Rock-Simplice Embingou (Brazzaville, 25 settembre 1968) è un ex calciatore congolese (Repubblica del Congo), di ruolo centrocampista.

## Caratteristiche tecniche
Trequartista, poteva essere impiegato anche come seconda punta.

## Carriera

### Club
Ha cominciato a giocare nell'Étoile du Congo. Nel 1996 è passato al Lok Stendal. Nel 1997 è stato acquistato dal VfL Halle 1896. Nel 2001 si è trasferito al VfB Lipsia. Nella stagione 2003-2004 ha militato nel Zwickau. Nel 2004 si è trasferito al Saxonia Tangermünde. Nel 2005 è stato acquistato dal Wismut Gera. Nel 2010 è stato ingaggiato dal Normania Treffurt. Nel 2011 ha firmato un contratto con il FSV Kitzscher, con cui ha concluso la propria carriera.

### Nazionale
Ha debuttato in Nazionale il 16 ottobre 1994, in Sierra Leone-Repubblica del Congo (3-2). Ha messo a segno la sua prima rete con la maglia della Nazionale il 4 maggio 2003, in Repubblica del Congo-Repubblica Centrafricana (2-1), siglando la rete del momentaneo 1-0 nel sesto minuto del primo tempo. Ha partecipato, con la Nazionale, alla Coppa d'Africa 2000. Ha collezionato in totale, con la maglia della Nazionale, 17 presenze e una rete.

## Statistiche

### Cronologia presenze e reti in Nazionale
| Cronologia completa delle presenze e delle reti in nazionale ― Rep. del Congo | Cronologia completa delle presenze e delle reti in nazionale ― Rep. del Congo | Cronologia completa delle presenze e delle reti in nazionale ― Rep. del Congo | Cronologia completa delle presenze e delle reti in nazionale ― Rep. del Congo | Cronologia completa delle presenze e delle reti in nazionale ― Rep. del Congo | Cronologia completa delle presenze e delle reti in nazionale ― Rep. del Congo | Cronologia completa delle presenze e delle reti in nazionale ― Rep. del Congo | Cronologia completa delle presenze e delle reti in nazionale ― Rep. del Congo |
| Data                                                                          | Città                                                                         | In casa                                                                       | Risultato                                                                     | Ospiti                                                                        | Competizione                                                                  | Reti                                                                          | Note                                                                          |
| ----------------------------------------------------------------------------- | ----------------------------------------------------------------------------- | ----------------------------------------------------------------------------- | ----------------------------------------------------------------------------- | ----------------------------------------------------------------------------- | ----------------------------------------------------------------------------- | ----------------------------------------------------------------------------- | ----------------------------------------------------------------------------- |
| 16-10-1994                                                                    | Freetown                                                                      | Sierra Leone                                                                  | 3 – 2                                                                         | Rep. del Congo                                                                | Qual. Coppa d'Africa 1996                                                     | -                                                                             |                                                                               |
| 08-01-1995                                                                    | Brazzaville                                                                   | Rep. del Congo                                                                | 3 – 1                                                                         | Niger                                                                         | Qual. Coppa d'Africa 1996                                                     | -                                                                             |                                                                               |
| 22-01-1995                                                                    | Accra                                                                         | Ghana                                                                         | 3 – 1                                                                         | Rep. del Congo                                                                | Qual. Coppa d'Africa 1996                                                     | -                                                                             |                                                                               |
| 10-11-1996                                                                    | Pointe-Noire                                                                  | Rep. del Congo                                                                | 1 – 0                                                                         | Zambia                                                                        | Qual. Mondiali 1998                                                           | -                                                                             | 60’                                                                           |
| 12-01-1997                                                                    | Kinshasa                                                                      | RD del Congo                                                                  | 1 – 1                                                                         | Rep. del Congo                                                                | Qual. Mondiali 1998                                                           | -                                                                             | 77’                                                                           |
| 06-04-1997                                                                    | Pointe-Noire                                                                  | Rep. del Congo                                                                | 2 – 0                                                                         | Sudafrica                                                                     | Qual. Mondiali 1998                                                           | -                                                                             |                                                                               |
| 27-04-1997                                                                    | Lusaka                                                                        | Zambia                                                                        | 3 – 0                                                                         | Rep. del Congo                                                                | Qual. Mondiali 1998                                                           | -                                                                             | 60’                                                                           |
| 08-06-1997                                                                    | Pointe-Noire                                                                  | Rep. del Congo                                                                | 1 – 0                                                                         | RD del Congo                                                                  | Qual. Mondiali 1998                                                           | -                                                                             | 38’ 54’                                                                       |
| 16-08-1997                                                                    | Johannesburg                                                                  | Sudafrica                                                                     | 1 – 0                                                                         | Rep. del Congo                                                                | Qual. Mondiali 1998                                                           | -                                                                             | 46’ 63’                                                                       |
| 06-06-1999                                                                    | Bamako                                                                        | Mali                                                                          | 3 – 1                                                                         | Rep. del Congo                                                                | Qual. Coppa d'Africa 2000                                                     | -                                                                             | 79’                                                                           |
| 20-06-1999                                                                    | Pointe-Noire                                                                  | Rep. del Congo                                                                | 3 – 0                                                                         | Namibia                                                                       | Qual. Coppa d'Africa 2000                                                     | -                                                                             |                                                                               |
| 25-01-2000                                                                    | Lagos                                                                         | Marocco                                                                       | 1 – 0                                                                         | Rep. del Congo                                                                | Coppa d'Africa 2000                                                           | -                                                                             | 77’                                                                           |
| 28-01-2000                                                                    | Lagos                                                                         | Nigeria                                                                       | 0 – 0                                                                         | Rep. del Congo                                                                | Coppa d'Africa 2000                                                           | -                                                                             | 82’                                                                           |
| 04-05-2003                                                                    | Brazzaville                                                                   | Rep. del Congo                                                                | 2 – 1                                                                         | Rep. Centrafricana                                                            | Qual. Coppa d'Africa 2004                                                     | 1                                                                             | 6’                                                                            |
| 21-06-2003                                                                    | Ouagadougou                                                                   | Burkina Faso                                                                  | 3 – 0                                                                         | Rep. del Congo                                                                | Qual. Coppa d'Africa 2004                                                     | -                                                                             |                                                                               |
| 05-06-2004                                                                    | Dakar                                                                         | Senegal                                                                       | 2 – 0                                                                         | Rep. del Congo                                                                | Qual. Mondiali 2006                                                           | -                                                                             | 70’                                                                           |
| 20-06-2004                                                                    | Brazzaville                                                                   | Rep. del Congo                                                                | 3 – 0                                                                         | Liberia                                                                       | Qual. Mondiali 2006                                                           | -                                                                             | 46’                                                                           |
| Totale                                                                        |                                                                               | Presenze                                                                      | 17                                                                            |                                                                               | Reti                                                                          | 1                                                                             |                                                                               |

## Palmarès

### Club

#### Competizioni nazionali
- Coppa della Repubblica del Congo: 1

Étoile du Congo: 1995